# Francisca Vázquez Gonzálvez
Francisca Vázquez Gonzálvez –Frasquita– (Elx, 27 de juliol de 1907 - 3 de desembre de 1993) fou una dirigent socialista valenciana, sindicalista i consellera municipal de la seva ciutat.

## Biografia
Frasquita, com era coneguda a Elx, es va afiliar a les Joventuts Socialistes i a la UGT el 1930 i fou cofundadora i presidenta del Grup Femení Socialista il·licità «El Despertar Femenino», juntament amb Francisca Amorós, Asunción Campello, Rita García i Clara Rodríguez, amb el qual van tenir una gran activitat i organitzaren actes amb companyes i companys com Maria Martínez Sierra, Margarita Nelken, Miguel Villalta Gisbert o Fernando de los Ríos.
Durant els anys del Bienni Negre fou multada i empresonada durant alguns dies per col·locar una bandera del seu partit en una barraca de Santa Pola. Va tenir un paper actiu durant la vesprada del 20 de febrer de 1936 a Elx, quan moriren dues persones per trets d'un tinent de la Guàrdia d'Assalt i foren cremades les esglésies de la ciutat i les seus d'organitzacions dretanes. Va rebutjar la unificació de les joventuts socialistes i comunistes perquè «jo sabia que els comunistes no eren legals». Malgrat això, va ocupar la secretaria local de les JSU. El 19 de juliol, per mediació de l'alcalde socialista d'Elx Manuel Rodríguez, fou nomenada delegada del governador civil. Posteriorment, va ocupar també la Secretaria del Front Popular local durant les primeres setmanes de la guerra. Va participar igualment en representació del PSOE en la Junta d'Auxili Familiar. Fou una de les poques dones il·licitanes que va marxar al front de guerra, com a miliciana en el front de Madrid en la columna Francisco Galán, entre setembre i octubre de 1936 amb Carmen Juan i Clara Rodríguez, i acompanyant el seu marit, Jerónimo Maciá Vives, també militant socialista, amb qui s'havia casat el 1929 i que va saber assumir el lideratge polític i personal de la seua companya. El 4 d'octubre de 1936 el setmanari socialista il·licità El Obrero publicà una carta de Francisca Vázquez i de Clara Rodríguez, en què descrivien el combat de 12 hores del 22 de setembre de 1936.
De nou a Elx, fou nomenada consellera municipal de Beneficència i Sanitat des del 29 de gener de 1937 fins al 26 d'octubre de 1938, data en què dimití per malaltia. El 31 de març va sol·licitar davant el Consell Municipal l'ampliació de l'Hospital Municipal. El 10 d'abost va rebre 726 vots en l'assemblea de Socors Roig Internacional d'Elx i fou nomenada secretària d'ajuda. El 6 d'octubre de 1937 defensà en el Consell Municipal el trasllat de l'Hospital a l'Asil. El 21 d'octubre de 1937 va oferir una xerrada en la Casa del Poble sobre «La dona en la guerra». El 23 de febrer de 1938 va plantejar en el Consell Municipal el problema de la cerca de cases per a refugiats, atès que «resulta perjudicial per a la classe obrera». Igualment, participà en companyia d'altres representants del Front Popular en el míting celebrat al teatre Kursaal d'Elx el 20 de març de 1938. el 22 de maig de 1938 va sol·licitar en el Consell Municipal que s'atenguera el Museu Il·licità, ja que es trobava en condicions pèssimes. El 29 de maig de 1938 va signar com a presidenta del Grup Femení Socialista la seua dissolució i la reincorporació de les dones a l'Agrupació Socialista Il·licitana. L'1 de juny de 1938 va reclamar al Consell Municipal que les Escoles Graduades tingueren el seu propi accés al refugi del passeig de Germanies. Fou nomenada també consellera municipal de Festivitats i Espectacles, des del 15 de febrer de 1939 fins al final de la guerra.
Va treballar també com a delegada de la fàbrica Ripoll Hermanos (confiscada per l'Estat), des de mitjan 1938 fins al final de la guerra. Va marxar a l'exili en el vaixell Stanbrook junt amb el seu marit, el 28 de març de 1939, des del port d'Alacant i es va establir a Orà (Algèria). Va tornar de l'exili el 1964 per un aval d'Agustín González Periañez, amb qui havia coincidit en la fàbrica de Ripoll.

## Reconeixement i memòria
Durant els anys de la Transició espanyola ocupà, fins que va morir, la presidència d'honor del Partit Socialista Obrer Espanyol d'Elx, on un carrer porta el seu nom en record i homenatge.